# Rainald-von-Dassel-Denkmal (Hildesheim)

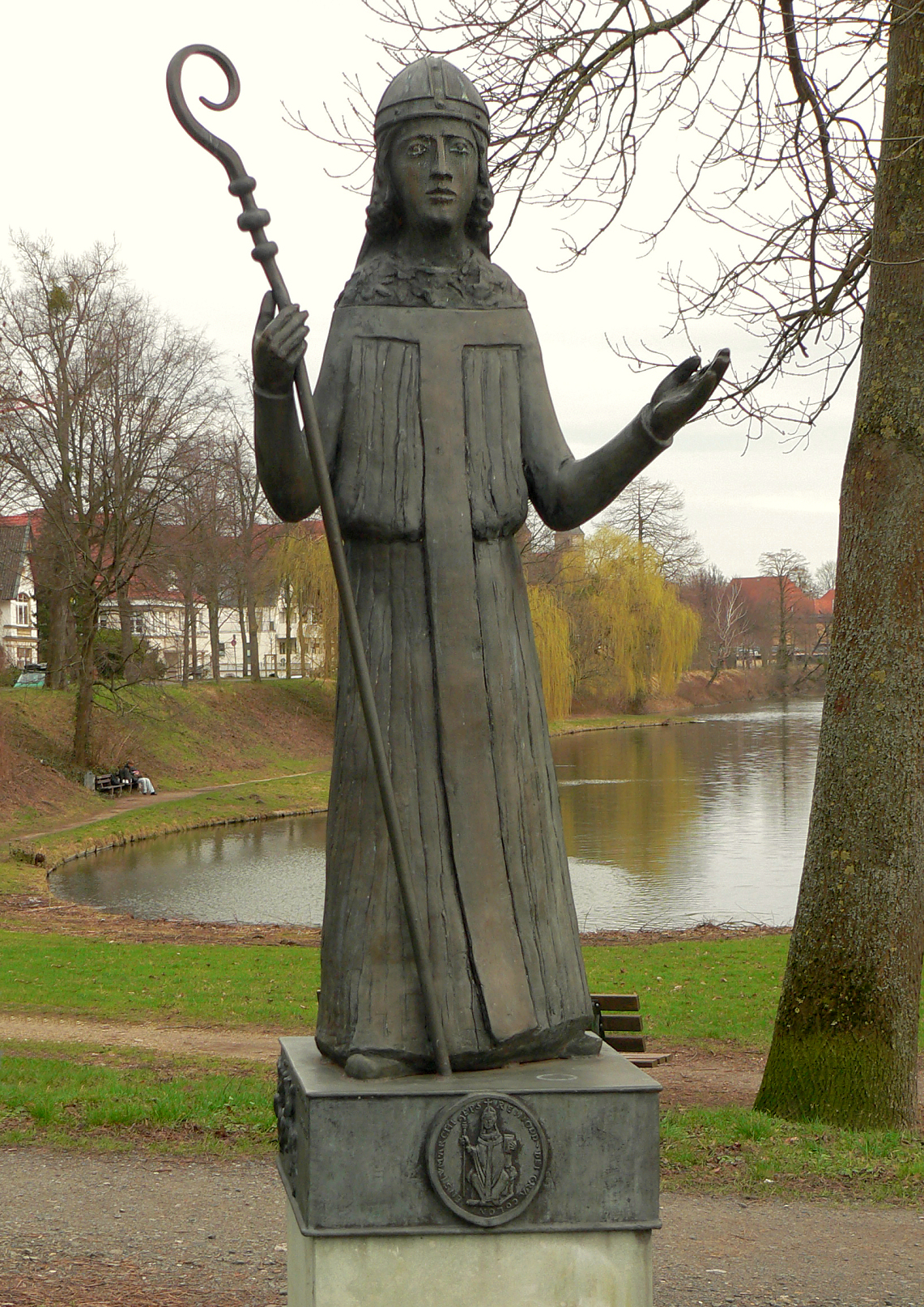
Rainald-von-Dassel-Denkmal

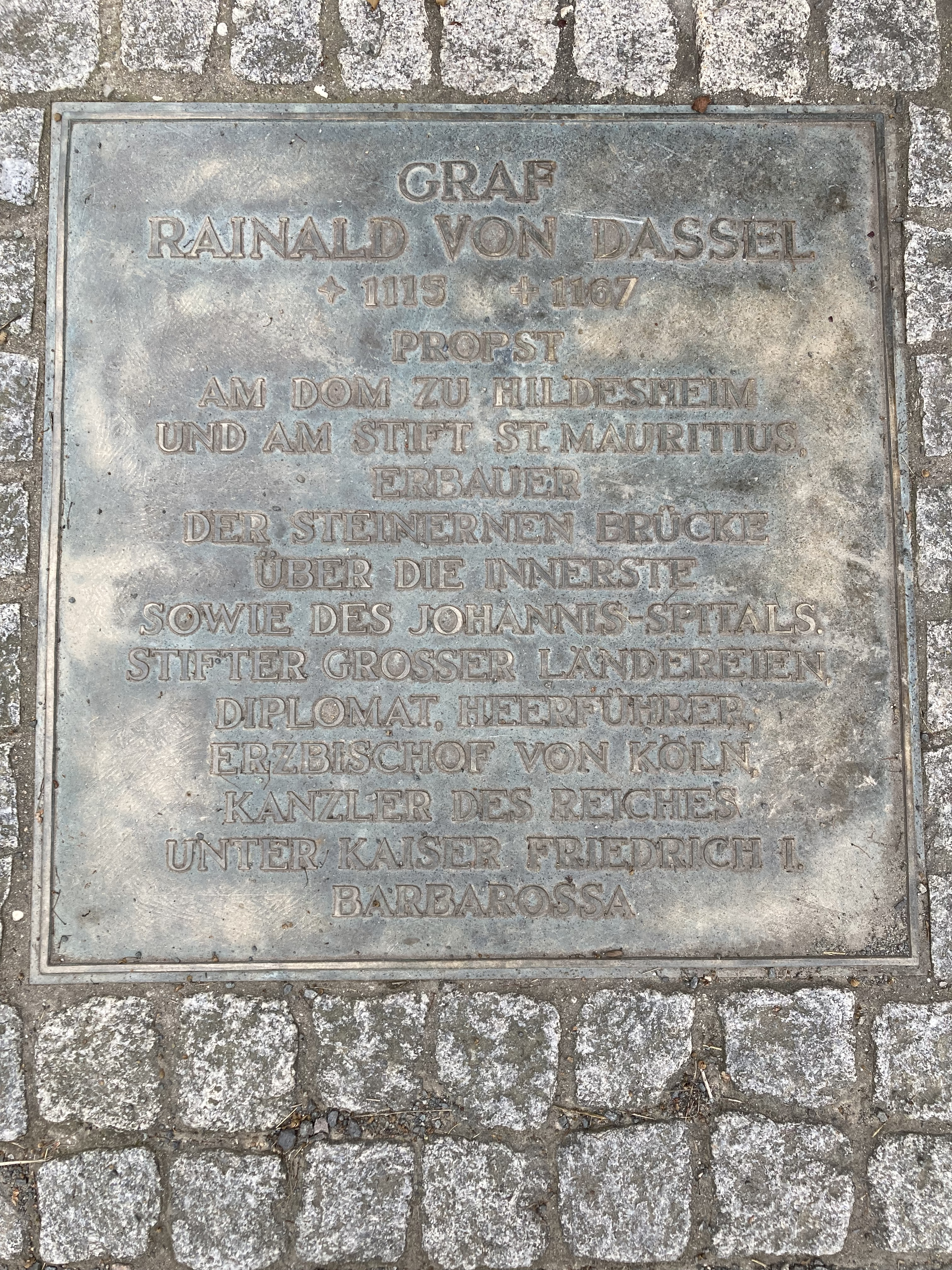
Bronzetafel vor der Statue; Text: GRAF
RAINALD VON DASSEL
- 1115 †1167
PROPST
AM DOM ZU HILDESHEIM
UND AM STIFT ST. MAURITIUS
ERBAUER
DER STEINERNEN BRÜCKE
ÜBER DIE INNERSTE
SOWIE DES JOHANNIS-SPITALS.
STIFTER GROSSER LÄNDEREIEN,
DIPLOMAT, HEERFÜHRER,
ERZBISCHOF VON KÖLN,
KANZLER DES REICHES
UNTER
KAISER FRIEDRICH I.
BARBAROSSA

Das bronzene Rainald-von-Dassel-Denkmal am Kalenberger Graben in Hildesheim befindet sich an der Innerste, östlich der Johannisbrücke. Die Statue mit Bronzeplatte ehrt den Hildesheimer Dompropst und späteren Erzbischof von Köln und Erzkanzler für Italien, Rainald von Dassel. Auf dessen Anordnung wurde mit der Johannisbrücke die erste steinerne Brücke über die Innerste gebaut. Das Kunstwerk des Bildhauers Heinrich Gerhard Bücker aus Vellern wurde von Helge Hilgert und Rolf Alsleben gestiftet und im August 2002 installiert.

## Beschreibung

### Statue
Die Skulptur zeigt Rainald stehend oder schreitend mit jugendlichen Gesichtszügen und langem Haar. In der rechten Hand hält er, schräg geneigt, den Krummstab, die linke ist abgewinkelt geöffnet. Die Kopfbedeckung ist ein Helm mit dem Dekor der Mitra vom historischen Siegel und mit hinten herabhängenden Infuln. Das gegürtete, fußlange Gewand ähnelt einer Albe, darüber hängt das – eigentlich über der Kasel getragene – erzbischöfliche Pallium.

### Sockelreliefs

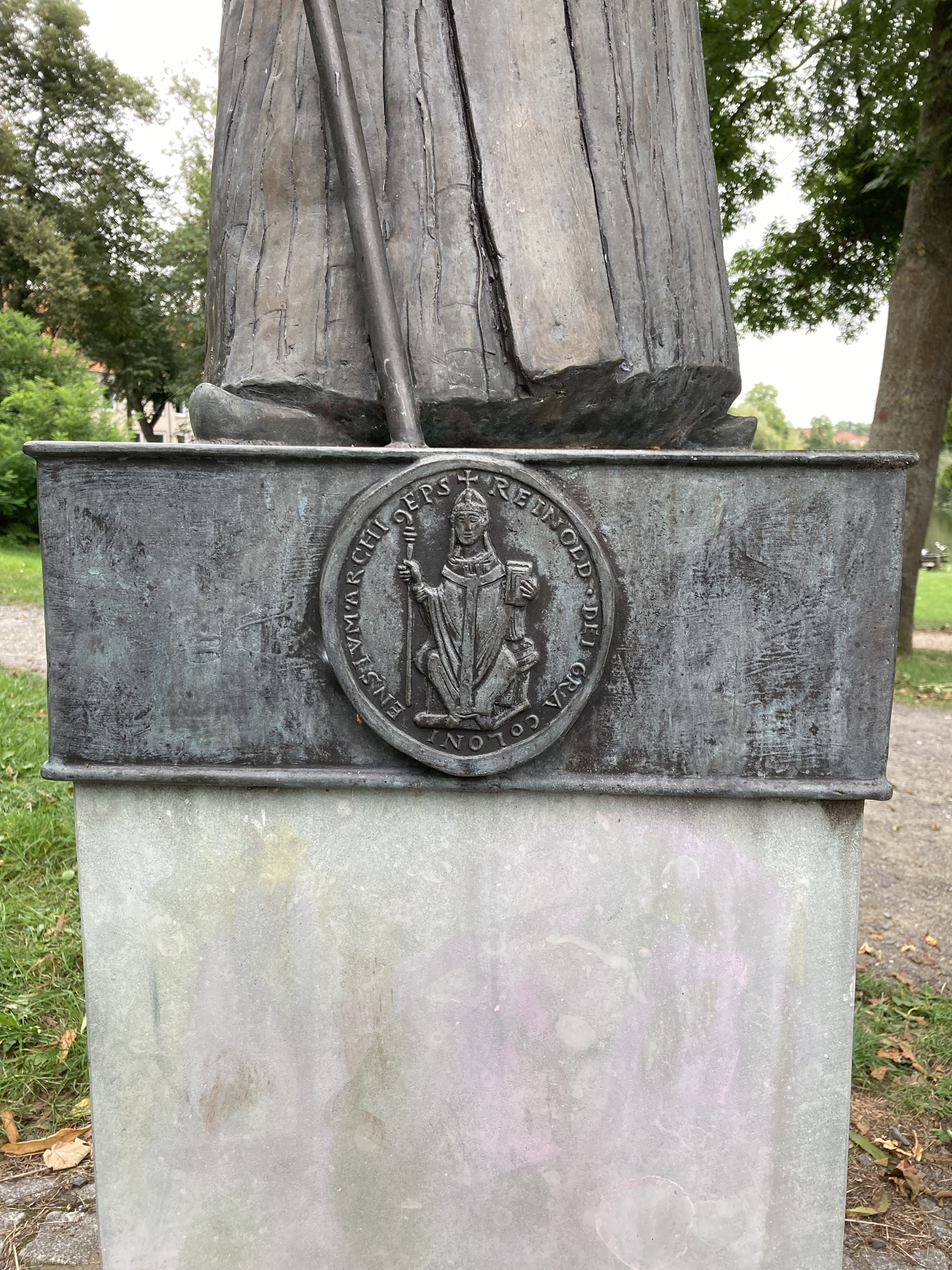
Vorderseite: erzbischöfliches Siegel Rainalds.[2] Es zeigt ihn sitzend auf der Kathedra mit Kasel, Pallium und Mitra, in der Rechten der Krummstab, in der Linken ein Buch. Die Umschrift lautet REINOLD[VS] DEI GRA[TIA] COLONIENSIVM ARCHIEP[ISCOPV]S – „Rainald, durch Gottes Gnade Erzbischof der Kölner“
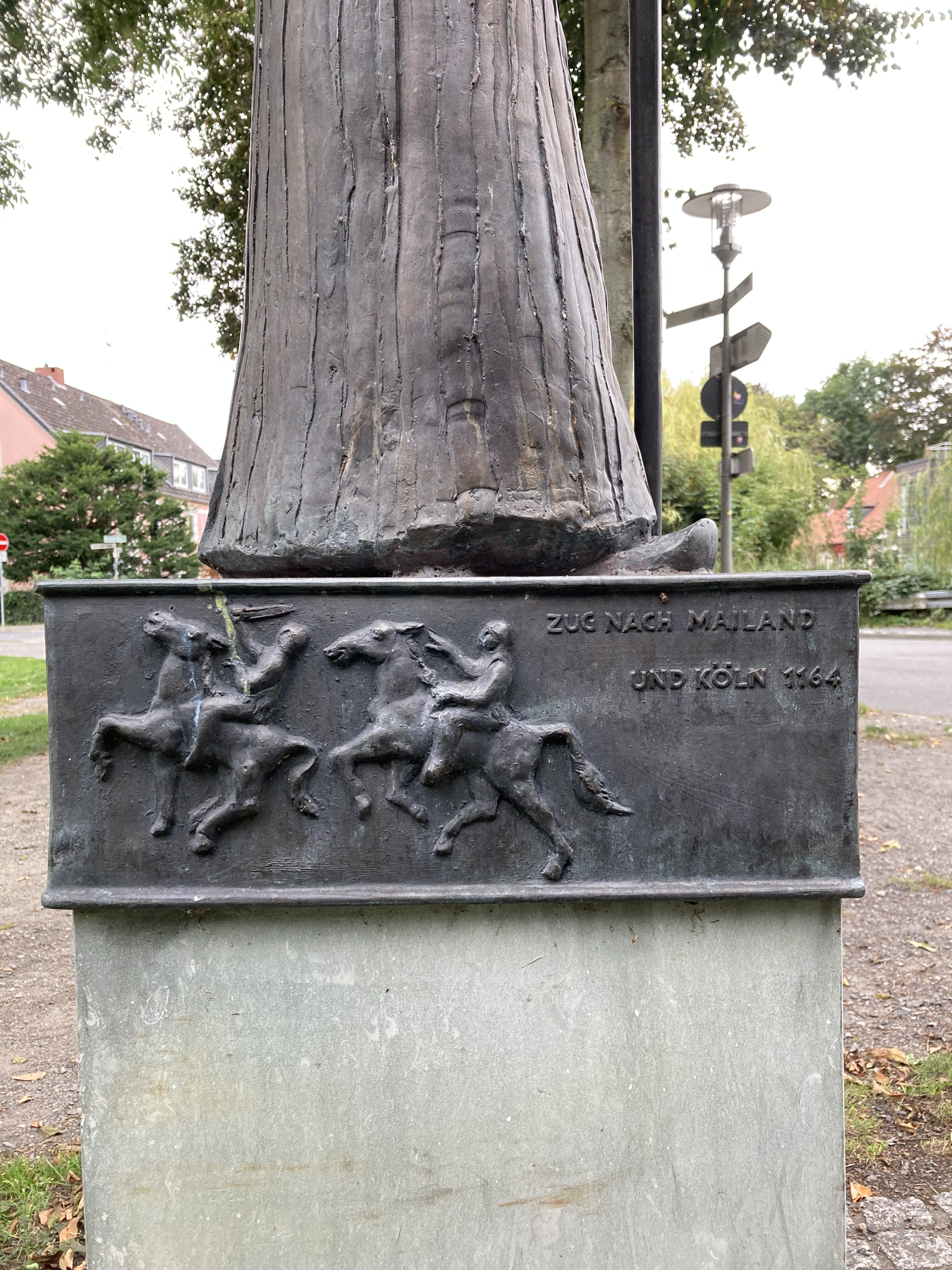
Rechts: zwei Reiter in Rüstung, Beschriftung: „Zug nach Mailand und Köln 1164“
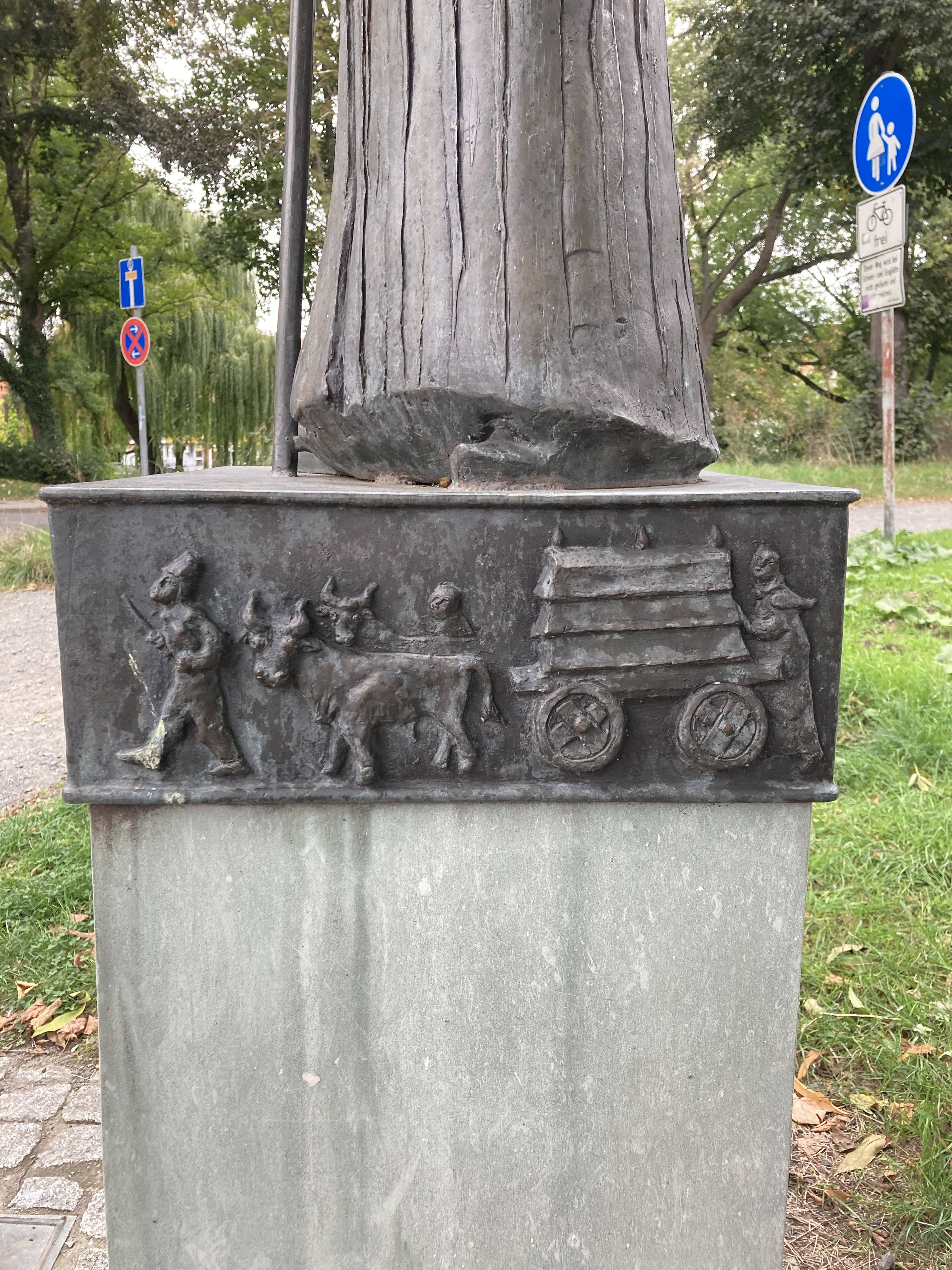
Links: begleiteter Ochsenkarren mit dem Dreikönigenschrein auf dem Weg von Mailand nach Köln
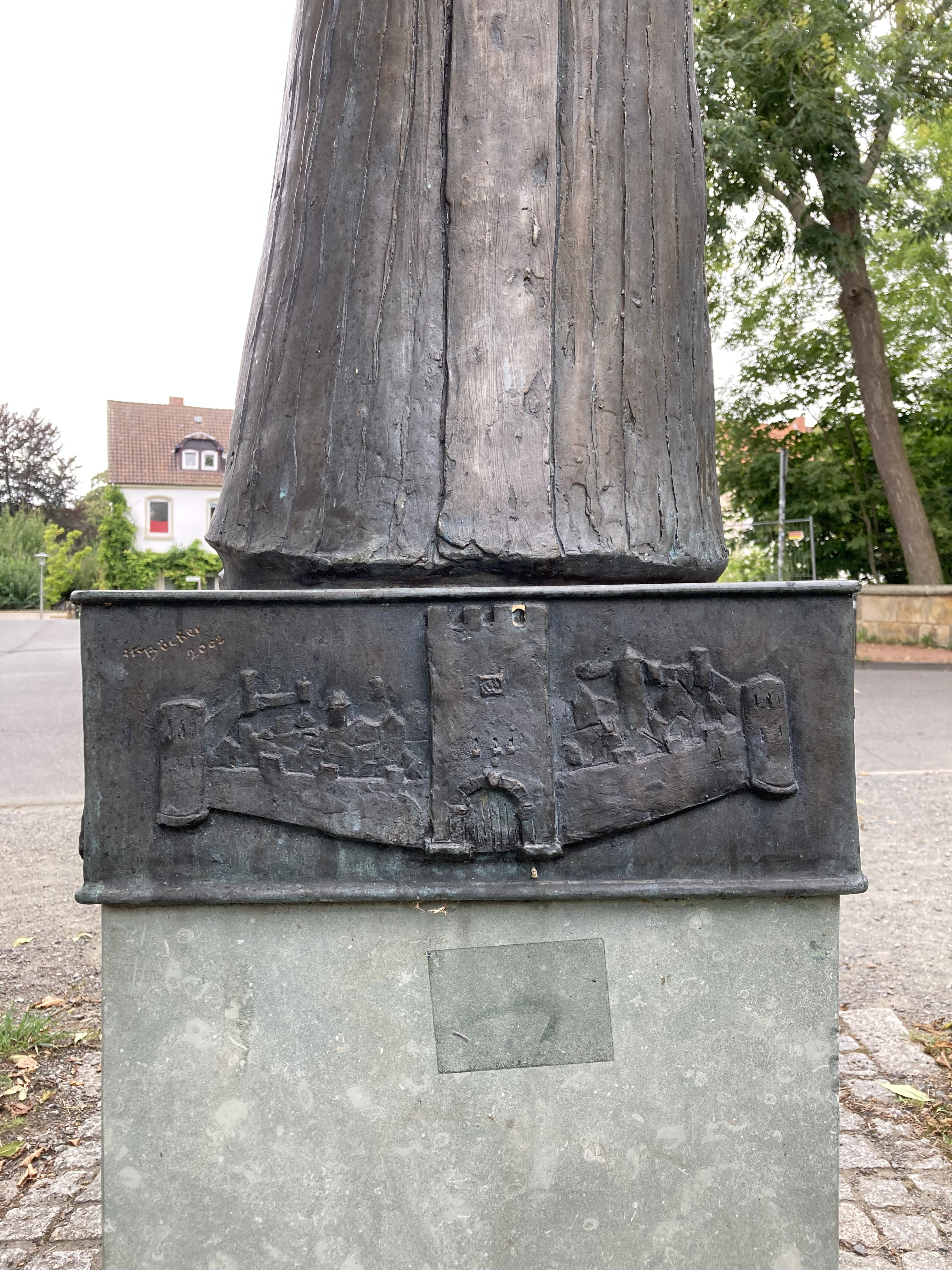
Rückseite: ummauerte Stadt mit Torturm; links oben Signatur: HG Bücker 2002